# روزبورگ (شلسویگ-هولشتاین)
روزبورگ (به آلمانی: Roseburg) یک شهر در آلمان است که در هرتسوگتوم لاونبورگ واقع شده‌است. روزبورگ ۵۱۶ نفر جمعیت دارد.